# Albin Walter Norblad
Albin Walter Norblad (* 19. März 1881 in Malmö, Schweden; † 17. April 1960 in Astoria, Oregon) war ein schwedisch-US-amerikanischer Politiker und von 1929 bis 1931 der 19. Gouverneur des Bundesstaates Oregon.

## Frühe Jahre und politischer Aufstieg
Schon im Kindesalter kam Norblad mit seinen Eltern aus Schweden in die Vereinigten Staaten. Die Familie ließ sich in Grand Rapids (Michigan) nieder. Seit seinem zwölften Lebensjahr verdiente sich Norblad seinen eigenen Unterhalt mit Aushilfsarbeiten. Nachdem er genügend Geld verdient hatte, konnte er in Grand Rapids eine Handelsschule besuchen. Danach studierte er an der University of Chicago Jura. Dort machte er im Jahr 1902 seinen Abschluss. Dann kehrte er nach Michigan zurück, wo er eine Anwaltskanzlei eröffnete.
In Michigan wurde Norblad bald auch Bezirksstaatsanwalt im Delta County. Im Jahr 1909 folgte er der Einladung eines alten Freundes nach Astoria in Oregon, wo er sich dann dauerhaft niederließ. Dort arbeitete Norblad als Rechtsanwalt und nahm auch am politischen Geschehen seiner neuen Heimat Anteil. Zwischen 1910 und 1915 war er Prozessanwalt der Stadt Astoria. Außerdem saß er im Schulausschuss der Stadt und war Präsident der dortigen Handelskammer. Neben der Politik war Norblad auch in vielen anderen gesellschaftlichen Organisationen und Vereinigungen vertreten. Im Jahr 1918 wurde er erstmals in den Senat von Oregon gewählt. Im Jahr 1926 schaffte er es erneut, in dieses Gremium einzuziehen; in der folgenden Legislaturperiode war er sogar dessen Präsident.

## Gouverneur von Oregon
Nach dem Tod von Gouverneur Isaac Lee Patterson am 21. Dezember 1929 musste Norblad entsprechend der Staatsverfassung dessen Amt übernehmen. In seine Amtszeit fielen die Auswirkungen der Weltwirtschaftskrise. Die Arbeitslosenzahlen stiegen an und es gab auch Bankenkrisen. Die Versuche des Gouverneurs, die Krise unter Kontrolle zu bekommen, blieben weitgehend erfolglos. Das führte zu seiner Niederlage bei den republikanischen Vorwahlen für die Gouverneurswahlen des Jahres 1930. Obwohl er dann nach dem Tod des gewählten Kandidaten noch einmal die Chance gehabt hätte, doch nominiert zu werden, verzichtete er darauf und schied am 12. Januar 1931 aus seinem Amt aus.
Allerdings hat er als Gouverneur in den letzten Monaten seiner Amtszeit die ersten Arbeitsämter in Oregon gegründet. Er ließ Arbeitsbeschaffungsmaßnahmen auflegen. Dazu gehörte der weitere Ausbau der Autobahnen. Damals wurde auch mit dem Bau des Oregon Coast Highway begonnen. Auch öffentliche Gebäude wurden renoviert oder neu erbaut. Insgesamt wurden durch diese Maßnahmen etwa 5000 Arbeitsplätze geschaffen. Unabhängig davon konnte er mit Hilfe des Bundes einen Konflikt zwischen den Rinderzüchtern und den Schafhirten in Oregon schlichten. Damals wurde auch ein Begnadigungsausschuss gegründet. Bundespolitisch unterstützte Norblad die Einführung der allgemeinen Wehrpflicht.

## Weiterer Lebenslauf
Nach dem Ende seiner Amtszeit Anfang 1931 kehrte Albin Norblad in seine Heimatstadt Astoria zurück. Dort arbeitete er bis zu seinem Tod im Jahr 1960 wieder als Rechtsanwalt und er engagierte sich weiterhin in vielen gesellschaftlichen Organisationen der Stadt. Albin Norblad war mit Edna Lyle Cates verheiratet, mit der er zwei Kinder hatte, darunter den Sohn Walter, der Abgeordneter im Kongress wurde.